# Thad Cochran
Pour les articles homonymes, voir Cochran.
William Thad Cochran, né le 7 décembre 1937 à Pontotoc (États-Unis) et mort le 30 mai 2019 à Oxford (États-Unis), est un homme politique américain. Membre du Parti républicain, il est représentant (1973-1978) puis sénateur (1978-2018) du Mississippi au Congrès des États-Unis.

## Biographie
Fils d'enseignants, Thad Cochran naît à Pontotoc, dans le nord-est du Mississippi. Diplômé en psychologie et science politique en 1959 de  l'université du Mississippi, il rejoint la United States Navy de 1959 à 1961 puis termine des études de droit en 1965. Marié depuis 1964, il a deux enfants. 
D'abord engagé au sein du Parti démocrate, il rejoint le Parti républicain à la fin des années 1960, mal à l'aise par la dérive à gauche du Parti démocrate au niveau national. Refusant de rallier la candidature du Dixiecrat George Wallace, Thad Cochran milite pour Richard Nixon lors de la campagne présidentielle de 1968. Après sept années d'activités professionnelles dans le domaine juridique, il est élu à trois reprises en 1972, 1974 et 1976 à la Chambre des représentants des États-Unis. 
En 1978, il est élu au Sénat des États-Unis, succédant au démocrate James Eastland. Il devient alors le premier républicain élu au Sénat depuis la fin de la période de Reconstruction (1877) au Mississippi. Eastland démissionne de son mandat une semaine avant sa fin afin que le gouverneur Cliff Finch (en) puisse permettre à Cochran de prendre ses fonctions en avance en le nommant pour finir le mandat et ainsi gagner en séniorité par rapport aux autres sénateurs nouvellement élus. Il est réélu en 1984 contre le gouverneur de l'État, William Winter (en), en 1990, en 1996 (avec plus de 70 % des voix) et en 2002. 
Thad Cochran est perçu comme un républicain centriste, beaucoup moins radical et extrémiste que son prédécesseur démocrate. En avril 2006, le magazine Time le distingue comme l'un des 10 meilleurs sénateurs du pays. De 1991 à 1996, Cochran présida la conférence des républicains du Sénat et présida de 2003 à 2005, la commission sénatoriale sur l'agriculture.  
En 2006, il vote avec 19 autres de ses collègues républicains en faveur du financement fédéral de la recherche sur les cellules souches, contre l'avis du président George W. Bush. Il fut aussi dans la minorité qui vota contre l'amendement de John McCain contre l'usage de la torture et des traitements inhumains notamment sur les prisonniers du camp de Guantánamo. En mars 2018, il annonce son intention de démissionner le 1er avril suivant pour raison de santé.
Cindy Hyde-Smith lui succède le 9 avril 2018.